# Manius Acilius Glabrio (tribun de la plèbe en -122)
Pour les articles homonymes, voir Acilius Glabrio.
Manius Acilius Glabrio est un homme politique de la République romaine, auteur de la Lex Acilia repetundarum.

## Famille
Il est membre des Acilii Glabriones, branche de la gens plébéienne des Acilii. Il est le père de Manius Acilius Glabrio qui est consul en 67 av. J.-C.

## Biographie
Tribun de la plèbe en 123 ou 122 av. J.-C., il promulgue la Lex Acilia repetundarum, une loi visant à réduire la corruption et l'extorsion parmi les gouverneurs de province. Cette loi est connue sous le nom de Lex Acilia ou de Lex Rubria Acilia. Cette dernière mention, figurant dans un senatus consultum, laisse entendre que le tribun Caius Rubrius a participé à sa promulgation. La Lex Acilia est très impopulaire parmi les sénateurs puisqu'elle permet aux chevaliers, d'une classe sociale inférieure, d'être jurés lors des procès de sénateurs accusés d'extorsion. Il est possible que cette loi ait fait partie des mesures prises par Caius Gracchus qui aurait alors agi au nom d'un autre tribun.